# Битка код Равене
Битка код Равене вођена је 729. године између војске Византијског царства Лава III и побуњеног италијанског становништва на другој страни. Војска византијског цара поражена је од стране побуњеника.

## Битка
Узрок италијанске побуне је указ којим је цар, као следбеник иконоборства, наредио уништавање свих црквених слика. Томе се супротставио папа Гргур II и локално становништво. Цар је на устанике послао велику војску, али је она тешко поражена. Према наводима хроничара, река По била је толико загађена проливеном крвљу да се становници Равене шест година нису усудили тамо ловити рибу.
Битка код Равене задала је тежак ударац ауторитету цара у Италији и означила почетак краја византијског папства, натеравши папе да се све више окрећу верским питањима, мање оптерећеним Лангобардима и Францима.